# Gerrit Jan Wolffensperger
Gerrit Jan Wolffensperger (Amsterdam, 9 augustus 1944) is een voormalig Nederlands politicus. Hij is oud-fractievoorzitter in de Tweede Kamer van de politieke partij D66 en was van 1998 t/m 2003 voorzitter van de Raad van Bestuur van de publieke omroep. Daarna werkte hij tot december 2018 als auteursrecht-jurist voor verschillende auteursrechtorganisaties.
Wolffensperger is een zoon van de omgekomen verzetsman en kunstenaar Gerrit van der Veen, die een buitenechtelijke relatie onderhield met de arts Guusje Rübsaam (1917-2003). Zij trouwde in 1953 met Willem Wolffensperger, een anesthesist. Wolffensperger heeft gedurende zijn werkzame leven angstvallig afstand gehouden van de rol van zijn vader in het verzet tegen de Duitse bezetter. Hij wilde uitsluitend op grond van eigen verdienste carrière maken. In 2019 werkte hij evenwel mee aan een 2Doc-documentaire over Van der Veen.
Wolffensperger studeerde rechten en economie en was daarnaast fotograaf, tot 1967 onder meer als assistent van de fotograaf Sanne Sannes, met wie hij in dat jaar betrokken was bij een verkeersongeluk waarbij Sannes omkwam. Ook werkte hij als ladingofficier bij de KNSM, voordat hij in 1969 docent werd aan de rechtenfaculteit van de Universiteit van Amsterdam en juridisch medewerker van dagblad de Volkskrant.
In 1978 werd hij namens D'66 lid van de gemeenteraad van Amsterdam. Hetzelfde jaar werd hij ook wethouder van gemeentebedrijven, herhuisvesting en omroep. In 1982 werd hij opnieuw wethouder, ditmaal van onderwijs, herhuisvesting en omroep. Van 1986 tot 1997 zat hij in de Tweede Kamer namens D66, met als voornaamste portefeuilles justitie, verkeer en waterstaat en mediabeleid. Van 1994 tot 1997 was hij fractievoorzitter.
Van 1998 tot 2003 was hij voorzitter van de NOS. Hij werd opgevolgd door Harm Bruins Slot. Daarnaast was hij onder meer voorzitter van het Nederlands Fotomuseum te Rotterdam (1990-2003), van de stichting World Press Photo te Amsterdam (1998-2007), van de Raad van Toezicht van tbs-kliniek De Kijvelanden en van de Stichting Pictoright, de auteursrechtorganisatie van beeldende makers (2007 - 2018). Wolffensperger bekleedt nu nog een aantal bestuursfuncties, met name op het gebied van fotografie.

## Trivia
- Wolffensperger is altijd opgevallen door zijn buitengewoon verzorgde spraak en retorica. Hij won daarmee in 1989 een wedstrijd onder Kamerleden.[bron?]
- In een campagnespot van D66 voor de provinciale statenverkiezingen van 2019 had hij een cameo.

Erik Jurgens (1975-1985) · Pieter van Dijke (1985-1988) · Joop van der Reijden (1988-1990) · Pieter van Dijke (wnd. 1990-1991) · Max de Jong (1991-1993) · André van der Louw (1994-1997) · Gerrit Jan Wolffensperger (1998-2003) · Harm Bruins Slot (2003-2008) · Henk Hagoort (2008-2016) · Shula Rijxman (2016-2022) · Frederieke Leeflang (2022-2025)
- Parlement.com: vg09lloidqy8
- RKD-Nederlands Instituut voor Kunstgeschiedenis: 459288